# NGC 419

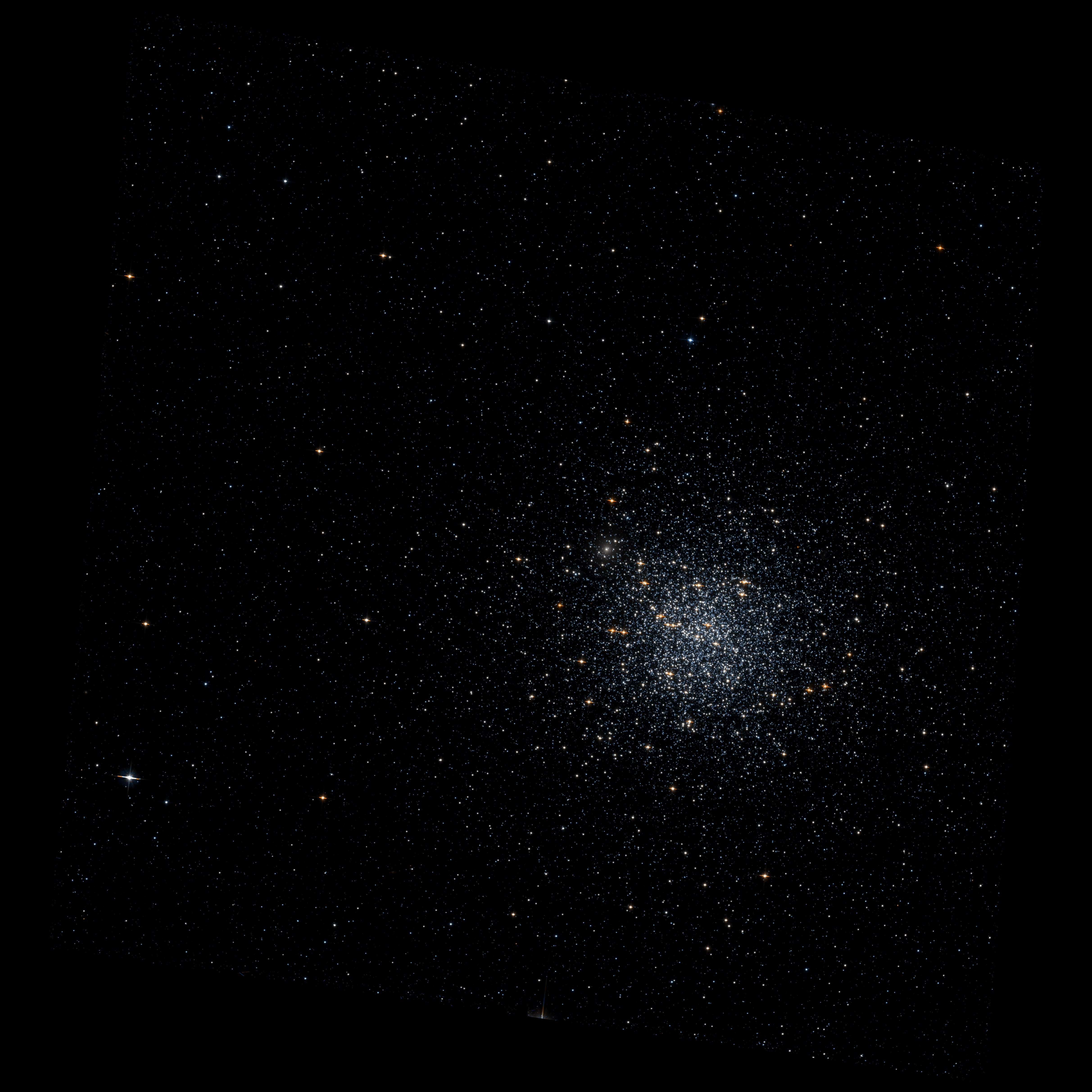
NGC 419 (Telescopul spațial Hubble)

NGC 419 este un roi globular situat în Micul Nor al lui Magellan, în constelația Tucanul. A fost descoperit în 1 august 1826 de către James Dunlop. De asemenea, a fost observat încă o dată în 11 aprilie 1834 de către John Herschel.